# Vichy (Marke)

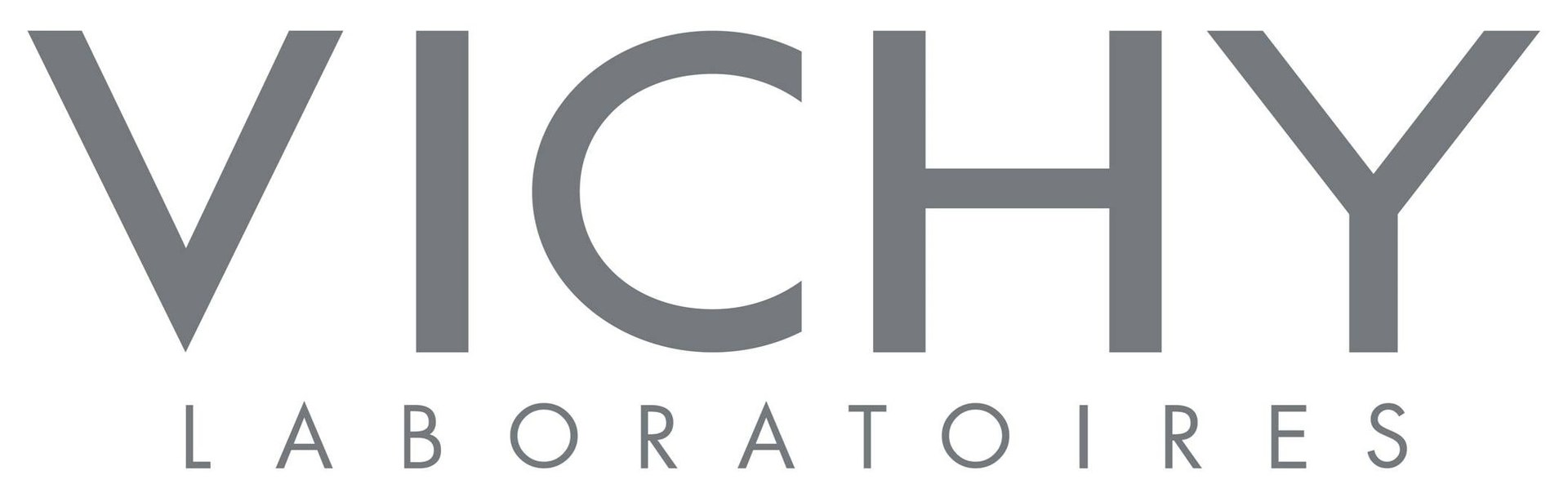
Logo der Marke Vichy

Vichy ist eine französische Dermokosmetikmarke aus dem Portfolio der Active Cosmetics Division von L’Oréal. Das Vichy Sortiment umfasst Produkte aus den Bereichen der Gesichts- und Körperpflege, Sonnenschutz, Make-Up und Haarpflege. Mit einem besonderen Fokus auf Anti-Aging Pflege, hat sich Vichy als eine der führenden Hautpflege-Marken in Europa etabliert. Als Basis vieler Hautpflegeprodukte dient das Vichy Thermalwasser, welches ausschließlich aus den Thermalquellen des namensgebenden Ortes Vichy in Frankreich gewonnen wird. Vertrieben werden die Produkte von Vichy zum Großteil im Apothekenmarkt. Mit 8 % Marktanteilen rangiert Vichy im Jahr 2019 auf Platz 3 in der Apotheke, hinter Eucerin und La Roche-Posay.

## Geschichte
Bereits seit vielen hundert Jahren ist die Thermalwasserquelle in Vichy bekannt für ihre hautberuhigende und -stärkende Wirkung. Erste Aufzeichnungen reichen bis ins Jahr 1677 zurück. 1861 wurden die Quellen schließlich durch Napoléon III zum öffentlichen Nutzen erklärt, woraufhin die Vichy-les-Bains zum größten Spa Europas wurden.
Die Quelle des Vichy Thermalwassers entspringt der Vulkanregion der Auvergne im Zentrum Frankreichs. Seit rund 2600 Jahren befindet sich in dieser Vulkanregion in ca. 4000 Metern Tiefe ein besonderes, mit 15 reinen Mineralien angereichertes, vulkanisches Wasser. Diese hohe Konzentration an 15 reinen, natürlichen Mineralien macht das Vichy Thermalwasser aus:
- Calcium (Ca)
- Eisen (Fe)
- Mangan (Mn)
- Fluor (F)
- Kalium (K)
- Silizium (Si)
- Magnesium (Mg)
- Natrium (Na)
- Schwefel (S)
- Bor (B)
- Lithium (Li)
- Strontium (Sr)
- Hydrogencarbonat (HCO3−)
- Ammonium (NH4+)
- Orthophosphat (PO43−)

Die Wirksamkeit des Thermalwassers wurde durch diverse Studien bestätigt.
Im Jahr 1931 erkannten Dr. Haller, Dermatologe am thermischen Zentrum, und Georges Guérin, Direktor des Grenoville Parfums, die hautberuhigende und -stärkende Wirkung des Thermalwassers für kosmetische Produkte und gründeten die Vichy Laboratoires. Erst 30 Jahre später, im Jahr 1961, wurde die bekannte Spa Anlage in Vichy auf einer Länge von 4 km entlang der Quellen installiert. Auch heute ist die Anlage noch im Besitz der Vichy Laboratoires und gilt unter dem Namen Vichy Célestins Spa Hotel als eines der größten medizinischen Spas Europas.
Heutzutage findet das vulkanische Thermalwasser neben den Vichy Produkten auch Verwendung im Vichy Institut, wo es im Rahmen von Behandlungs- und Pflegeprotokollen seine wohltuende Wirkung für die Haut entfaltet.

## Exposom-Forschung
Seit mehr als 40 Jahren widmet sich die Marke Vichy der sogenannten Exposom- und Hautalterungs-Forschung. Diese befasst sich mit der Gesamtheit aller externen Reizfaktoren (dem Exposom), die sich negativ auf die Haut auswirken können. Ursprünglich ausgehend von der Krebsforschung zeigen sich in Bezug auf die Haut und ihre Alterung sowohl umweltbedingte, verhaltensbedingte als auch hormonell bedingte Einflüsse, deren Interaktion sich im Exposom der Haut abzeichnet:
- Umweltbedingte Einflüsse: UV-A/UV-B Strahlung, Umweltverschmutzung, Klimaveränderungen
- Verhaltensbedingte Einflüsse: Lebensstil wie Ernährung oder Tabak- und Alkoholkonsum, psychologischer Stress, Schlafmangel, körperliche Aktivität
- Hormonell bedingte Einflüsse: Hormonschwankungen bspw. während der Pubertät, Schwangerschaft oder Menopause

Der dermatologische Ansatz von Vichy adressiert diese negativen Auswirkungen auf die Haut mit dem vulkanischen Thermalwasser in Kombination mit Inhaltsstoffen wie bspw. Hyaluronsäure, Retinol oder Vitamin C.